# II съезд КПК
II съезд Коммунистической партии Китая прошёл 16-23 июля 1922 года в Шанхае. В съезде принимали участие 12 делегатов, представлявшие 195 членов КПК.

## Обсуждаемые вопросы
В принятой Съездом декларации дан анализ международной обстановки, полуколониального и полуфеодального характера китайского общества, освещены характер, объект и движущие силы китайской революции, разработаны программы-максимум и программы-минимум КПК. В декларации указано, что нынешняя китайская революция представляет собой демократическую революцию, направленную против империализма и феодализма, её основными движущими силами являются пролетариат, крестьянство и другая мелкая буржуазия.
На съезде были приняты устав КПК и манифест партии. Программа-минимум партии была направлена на ниспровержение разделивших Китай милитаристов и установление мира в стране, свержение гнета международного империализма и достижение полной независимости китайской нации, преодоление внутренних распрей в партии. Программой-максимум партии провозглашена организация пролетариата и установление в стране диктатуры рабочих и крестьян, ликвидация частной собственности и постепенный переход к коммунистическому обществу.
Съезд избрал Центральный исполнительный комитет КПК, в состав которого вошли Чэнь Дусю, Чжан Готао, Цай Хэсэнь, Гао Цзюньюй и Дэн Чжунся. Председателем ЦК был избран Чэнь Дусю.
Съезд принял решение о вступлении КПК в Коминтерн.

## Последствия
Съезд выработал четкую программу антиимпериалистической, антифеодальной демократической революции, определив, таким образом направление развития революции. Коммунистическая партия продолжила чистку своих рядов от анархистов и старалась сохранить своё независимое от Гоминьдана положение.